# Hadar Rissler
Hadar Gottlieb Emanuel Rissler, född 6 mars 1874 i Östersund, Jämtlands län, död 21 november 1941 i Hudiksvall. Gävleborgs län
, var en svensk borgmästare.
Rissler var son till Gottlieb Rissler.
Efter hovrättsexamen 1897 blev Hadar Rissler tillförordnad borgmästare i Hudiksvalls stad 1902, sekreterare i drätselkammaren och hälsovårdsnämnden samma år, rådman 1905 och var ordinarie borgmästare från 1907.
Rissler var ledamot av Gävleborgs läns landsting från 1909, innehavare av kommunala uppdrag och ordförandeskap i kommunala nämnder och styrelser. Han var ledamot av direktionen för Svenska Handelsbanken i Hudiksvall, Almedahl-Dalsjöfors AB, Forsså bruks AB (ordförande) och Kraft AB Ljusdal-Järfsö.